# Bluegrass (region)
För andra betydelser av "bluegrass", se bluegrass.

Kentuckys regioner med bluegrass i mörk- och ljusgrönt.

Bluegrass är en region i östra USA, huvudsakligen i norra Kentucky men delvis även i södra Ohio. Lexington kan betraktas som ett centrum i området, där även Louisville och Cincinnati ingår. 
Inre Bluegrassregionen (The Inner Blugrass Region) består av följande countyn, alla i Kentucky: Franklin, Scott, Harrison, Woodford, Fayette, Bourbon och Jessamine.
Namnet Bluegrass kommer av att det i området finns mycket av "bluegrass" (latin poa pratensis, svenska ängsgröe) som med den kalkrika berggrunden utgjorde ett bra foder för hästavel. Bluegrass har därför i dag ett stort antal mycket välbärgade hästavelsgårdar som exporterar fullblodshästar till hela världen.